# Yúliya Ryzhova
Yúliya Ryzhova-Kazarina –en ruso, Юлия Рыжова-Казарина– (Kalinin, URSS, 7 de octubre de 1988) es una deportista rusa que compite en judo. Ganó una medalla de bronce en el Campeonato Europeo de Judo de 2016, en la categoría de –52 kg.

## Palmarés internacional
| Campeonato Europeo | Campeonato Europeo | Campeonato Europeo | Campeonato Europeo |
| Año                | Lugar              | Medalla            | Categoría          |
| ------------------ | ------------------ | ------------------ | ------------------ |
| 2016               | Kazán (Rusia)      | Medalla de bronce  | –52 kg             |